# کن پوگ
کن پوگ (انگلیسی: Ken Pogue؛ ‏ ۲۶ ژوئیهٔ ۱۹۳۴ – ۱۵ دسامبر ۲۰۱۵) بازیگر اهل کانادا بود.

## گزیدهٔ نقش‌آفرینی‌ها
- روز ششم (۲۰۰۰)
- جو زیبا (۲۰۰۰)
- بال‌های شجاعت (۱۹۹۵)
- فرار (۱۹۹۱)
- هیتمن (۱۹۹۱)
- جایی که قلب آنجاست (۱۹۹۰)
- ماه دیوانه (۱۹۸۷)
- مرده زمستان (۱۹۸۷)
- بازی انتقام (۱۹۸۶)
- منطقه مرده (۱۹۸۳)
- روباه خاکستری (۱۹۸۲)
- قتل با تلفن (۱۹۸۲)
- ویروس (۱۹۸۰)